# Dieter Mehlhardt
Dieter Mehlhardt (* 12. August 1927 in Berlin-Steglitz; † 2. September 1988 in Kleinmachnow) war ein deutscher Buchhändler, Regionalhistoriker, Redakteur, Autor und Verleger, der in seiner Heimatgemeinde auch als Kommunalpolitiker (CDU) tätig war.

## Leben
Dieter Mehlhardt wurde am 12. August 1927 in Berlin-Steglitz geboren und zog mit seiner Familie 1936 nach Kleinmachnow, südwestlich von Berlin, wo er auch aufwuchs. 1945 gründete er den Verlag Naturwissenschaftliche Korrespondenz, über den er die Zeitschrift Ernte und Saat. Die aktuelle Schriftreihe für Freunde der Gartenerzeugnisse herausgab und bei der er auch als Redakteur agierte. Diese Schriftenreihe war auch der Grundstein für den langjährigen Erfolg des Unternehmens, das sich im Laufe der Jahre vom Verlag zur Verlagsbuchhandlung Natura entwickelte. In Kleinmachnow gab es zu dieser Zeit die Volksbuchhandlung am OdF-Platz und Herrn Mehlhardt mit seinem Buchhandel, den er anfangs über viele Jahre hinweg im Wohnzimmer eines kleinen Kleinmachnower Siedlungshauses in der Leninallee 69 (heute Hohe Kiefer) betrieb. In den 1940er Jahren brachte er zahlreiche Bücher heraus; darunter Buntes Lied des Herbstes. Naturschilderungen und Naturbetrachtungen oder Reitender König der Nacht. Eine Tiergeschichte (beide 1945). Zwei Jahre später folgte Der Dachs. Lebensbild eines heimischen Wildsäugetiers, ein Buch, das ebenfalls über seinen eigenen Verlag erschien. Nachdem er kurz nach dem Zweiten Weltkrieg noch Gartenbau-Fachliteratur herausgegeben hatte, folgte ab den 1950er Jahren der Verkauf von Titeln anderer Verlage als Versandhandel für die gesamte DDR. Erst als die sowjetischen Besatzer dem Verlag das Papierkontingent strichen, wandelte sich der Betrieb zu einer Buchhandlung mit kleinem Ladengeschäft. Damals waren acht Mitarbeiter im Unternehmen beschäftigt.
Darüber hinaus betätigte sich Mehlhardt, der in Kleinmachnow als Kommunalpolitiker für die CDU aktiv war, auch als Sammler, Archivar und Ortschronist seiner Heimatgemeinde bzw. als Regionalhistoriker. 1954 erschien etwa Kleinmachnow. Geschichte und Entwicklung des Ortes. Eine kleine Heimatkunde (mit Illustrationen von Wilhelm Reichner und einem Titelbild (bzw. einer Umschlagzeichnung) von Johannes Poesenecker). Über 50 Jahre, nachdem er sie anlässlich des 50-jährigen Bestehens der Gemeinde im Jahre 1970 geschrieben hatte, veröffentlichte der Heimatverein von Kleinmachnow anlässlich des 95. Geburtstags ihres Verfassers die von Mehlhardt verfasste Ortschronik, deren Veröffentlichung die Behörden damals aus politischen Gründen verhindert hatten.

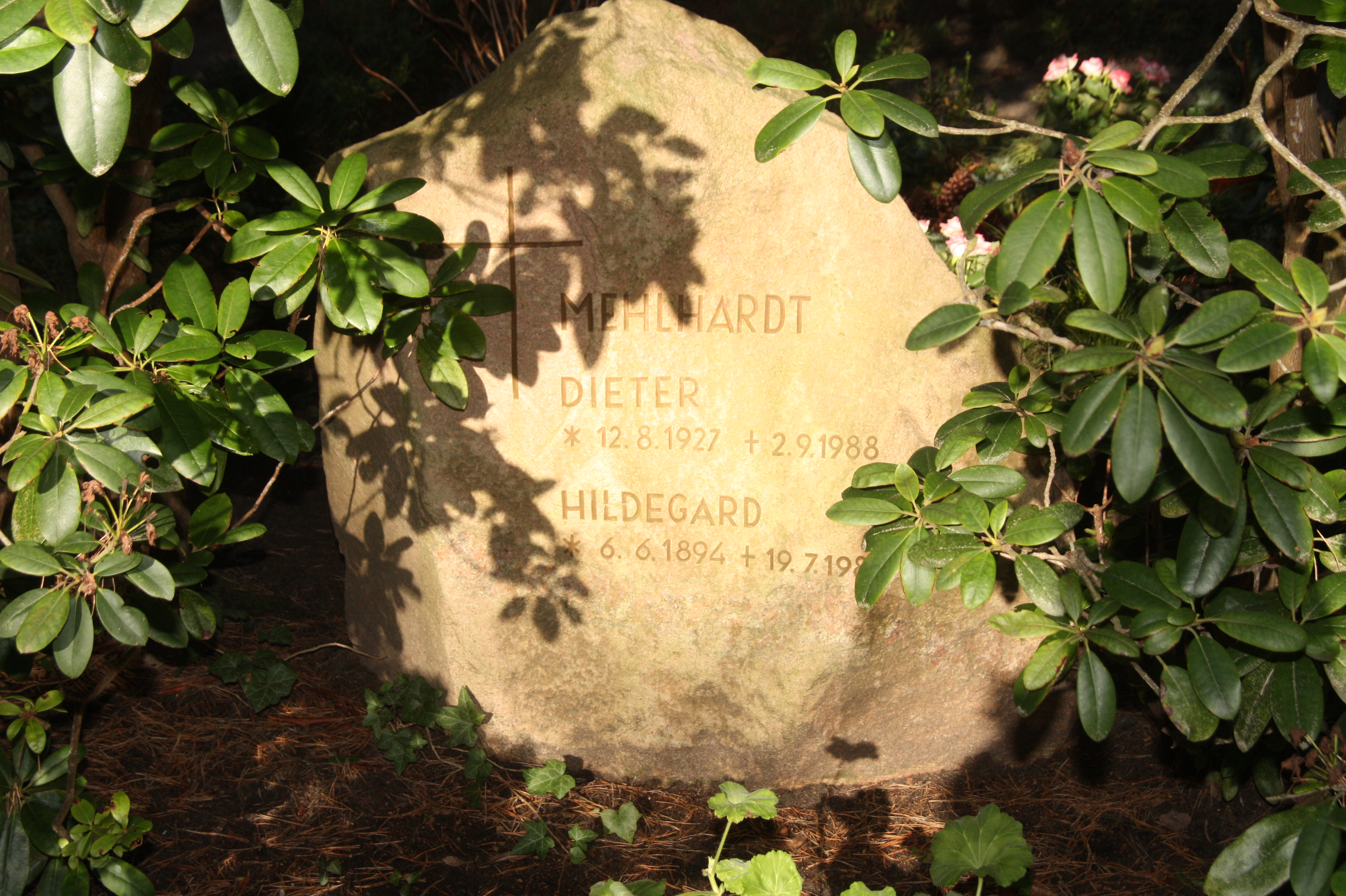
Grab auf dem Waldfriedhof Kleinmachnow

Im Lauf der Jahre veröffentlichte Mehlhardt zahlreiche heimatkundliche und regionalgeschichtliche Beiträge in der Zeitung Brandenburgische Neueste Nachrichten. Zwischen 1975 und 1986 erschienen in der Zeitschrift "Potsdamer Kirche" von seiner Hand insgesamt 160 Folgen der Serie "Märkische Dorfkirchen" und sieben Folgen "Märkische Stadtkirchen", für die er jeweils umfangreich recherchierte. Bekannt waren Mehlhardts Führungen über den Südwestkirchhof Stahnsdorf. Sein besonderes Engagement galt dem Erhalt des Grabens von Theodor Fontane jun. auf diesem Friedhof. Einer der letzten Beiträge Mehlhardts widmete sich dem Maler Lovis Corinth, der gleichfalls auf dem Südwestfriedhof ruht.
Nach dem frühen Tod Mehlhardts, der am 2. September 1988 kurz nach seinem 61. Geburtstag starb, wurde die Buchhandlung im Jahre 1989 von dessen damals 19-jährigem Sohn Holger übernommen. Dieser kaufte nur zwei Jahre später die Volksbuchhandlung am OdF-Platz und zog mit der Buchhandlung im Jahre 2004 in bedeutend größere Räumlichkeiten am Rathausmarkt, wo sich die Buchhandlung Natura heute noch immer befindet. 2007 wurde das Angebot um eine weitere Filiale auf der gegenüberliegenden Seite des Rathausmarkts erweitert.
Das Grab Mehlhardts befindet sich auf dem Waldfriedhof Kleinmachnow. Rund ein Jahr nach seinem Tod starb auch seine Mutter Hildegard (* 6. Juni 1894; † 19. Juli 1989) und wurde im selben Grab beerdigt.

## Werke (Auswahl)
- 1945: Buntes Lied des Herbstes. Naturschilderungen und Naturbetrachtungen
- 1945: Reitender König der Nacht. Eine Tiergeschichte
- 1947: Der Dachs. Lebensbild eines heimischen Wildsäugetiers
- 1954: Kleinmachnow. Geschichte und Entwicklung des Ortes. Eine kleine Heimatkunde (mit Illustrationen von Wilhelm Reichner)
- 2022: Kleinmachnow. Vom Gutsdorf zur größten Landgemeinde der DDR im Industriegebiet Potsdam/Teltow (1970 geschrieben)